# トマス・パーカー (初代マクルズフィールド伯爵)
初代マクルズフィールド伯爵トマス・パーカー（英語: Thomas Parker, 1st Earl of Macclesfield PC, FRS、1666年7月23日 - 1732年4月26日）は、イングランドのホイッグ党政治家。

## 生涯

### 生い立ち
スタッフォードシャー州リークの弁護士であった同名の父の子として、同州に生まれた。アダムズ・グラマースクールと、ケンブリッジ大学トリニティ・カレッジで教育を受けた。結婚相手のジャネット・キャリア（Janet Carrier）は、ウィリアム・アンソン（William Anson）の妻イザベラ（Isabella）と姉妹であったが、この夫妻の間に初代アンソン男爵ジョージ・アンソンが生まれており、パーカーはアンソンの義理のおじにあたる。1691年に法曹資格を得、1705年に下院議員となって、ナイトに叙された。1710年には大法官への就任要請を拒んだが、枢密院議員に加えられた。また、1710年から1718年まで王座部首席判事を務め、ヘンリー・サシェヴェレルに対する告発に関わった。パーカーは、サシェヴェレルや高教会派の聖職者たちを激しく攻撃した。パーカーはまた、1720年代に議論を呼んだ風刺に満ちた著作『蜂の寓話』で知られるバーナード・デ・マンデヴィルの友人であった。
パーカーは、1712年に王立協会フェローとなった。また、出身地のリークにグラマースクールを創設した。1714年、パーカーはマクルズフィールドのパーカー男爵（Baron Parker of Macclesfield）として授爵され、貴族の列に加えられた。

### グレートブリテンおよびアイルランド摂政

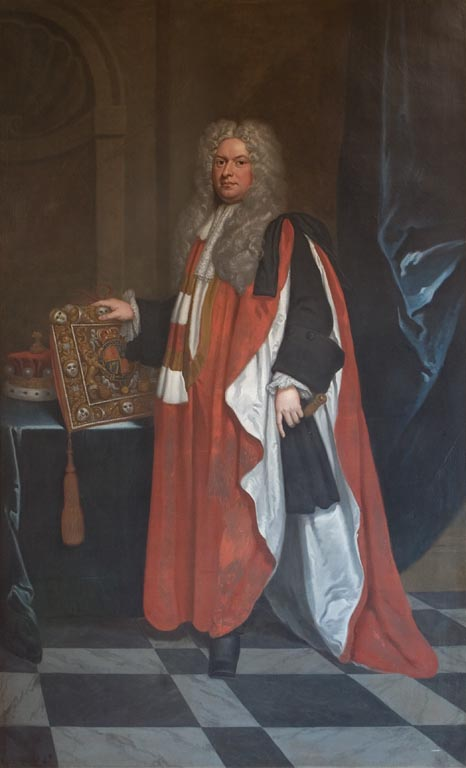
「マクルズフィールド伯爵」（サー・ゴドフリー・ネラー画）

1714年8月1日、アン女王が崩御し、後継者とされていたハノーファー選帝侯ゲオルク1世（後のジョージ1世）はハノーファーの地にあるという状況の下で、パーカーは、ゲオルク1世が状況を知って王位を継承するまでの間の繋ぎとして、グレートブリテンおよびアイルランド、ならびに海外領土の執政に指名された。執政期間は9月18日まで続いた。1718年、パーカーは、英語が話せなかったジョージ1世に代わって、貴族院における国王演説を行なった。

### 大法官
1718年、パーカーは大法官となり、終身年金を与えられ、国王ジョージ1世のお気に入りとなっていた。1721年にはマクルズフィールド伯爵とパーカー子爵(法定相続人の儀礼称号)に叙された。1724年には金銭上の不祥事に巻き込まれたが、1725年まで大法官の地位にとどまった。

### 弾劾
1725年にパーカーは弾劾され、貴族院において裁判にかけられた。パーカーは、総額10万ポンド（現在の1100万ポンドに相当）以上の賄賂を受け取っていたと、全会一致で認定された。この結果、罰金3万ポンドが課され、パーカーはその支払いが済むまでロンドン塔に留置された。併せて、枢密院議員の職も解かれた。パーカーはとてつもなく裕福で、おそらくは不正蓄財の結果であったかもしれなかったが、不正蓄財が没収されたために追徴された罰金は支払うことができなかった。パーカーはその後の余生を、ほとんどオックスフォードシャー州シャーバーンのシャーバーン城で過ごした。
失脚後の1727年、パーカーはアイザック・ニュートンの葬儀において棺側付き添い人を務めることができた。1732年、ロンドンのソーホー・スクエアで死去した。
没後、シャーバーンに埋葬された。